# نيكولا دي ريفيير
نيكولا دي ريفيير (من مواليد 26 سبتمبر 1963) هو دبلوماسي فرنسي يشغل منصب مندوب فرنسا الدائم لدى الأمم المتحدة منذ 8 يوليو 2019.